# Lichtenau (Saxe)
Pour les articles homonymes, voir Lichtenau.

Lichtenau  est une commune de Saxe (Allemagne), située dans l'arrondissement de Saxe centrale, dans le district de Chemnitz.